# Ка де Ђорђи (Павија)
Ка де Ђорђи је насеље у Италији у округу Павија, региону Ломбардија.
Према процени из 2011. у насељу је живело 12 становника. Насеље се налази на надморској висини од 60 м.